# ماغديبورغ

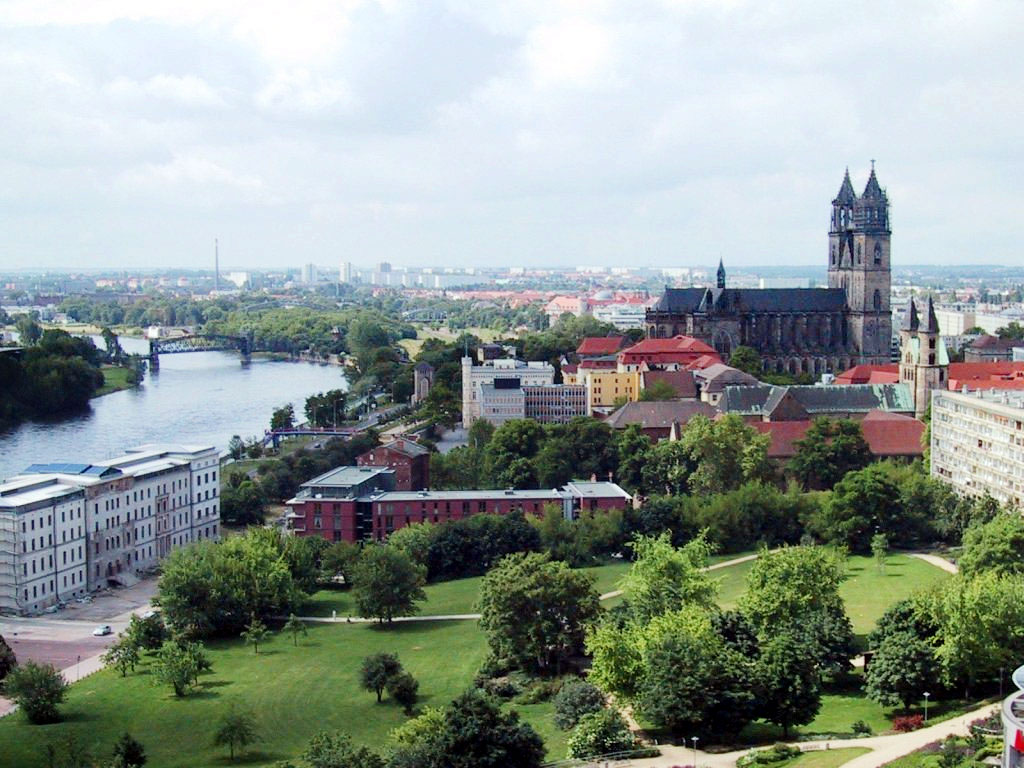
مركز المدينة

ماجديبورغ (بالألمانية: Magdeburg) هي عاصمة ولاية ساكسونيا أنهالت وأكبر مدنها في ألمانيا.

## التاريخ
تتمتع مدينة ماغديبورغ، عاصمة ولاية ساكسونيا-أنهالت الألمانية، بتاريخ طويل، يشهد على مكانتها ذات يوم من الأيام كمركز أوروبي، تلتقي فيه طرق القوافل التجارية. وكاتدرائيتها الشهيرة.
في العصور الوسطى كانت مدينة ماغديبورغ، عاصمة ولاية ساكسونيا-أنهالت الألمانية، ممراً لعبور الكثير من القوافل التجارية في أوروبا، لأنها تقع على تقاطع طرق القوافل المرتحلة من كل أنحاء أوروبا.
وكان حجر الأساس لهذه المدينة الألمانية كاتدرائية ماغديبورغ التي انتهى العمل في تشييدها سنة 1209، لتصبح رمزاً لهذه المدينة. وفي هذا العام يُحتفل بالذكرى الثمانمائة لإقامة هذه الكاتدرائية المشيدة على الطراز الغوطي.
ويقدم متحف التاريخ الثقافي في مدينة ماغديبورغ لزائريه لمحة عن تاريخ هذه المدينة الطويل، فهو يضم العديد من الآثار التي يعود بعضها إلى القرن الرابع عشر. ومن أهم معروضات المتحف مجموعة فرسان ماغديبورغ، التي تعود هي الأخرى إلى القرن الرابع عشر.
أما وجه المدينة الساحر فترسمه الحدائق والغابات التي كانت تحيط بالمدينة وتتخللها الطرق التي جعلت منها مركزاً أوروبياً، وتمتد هذه الطرق لآلاف الكيلومترات رابطة بين الكاتدرائيات والكنائس والقصور والقلاع ذات الطابع المحير، والتي تقدم بمجملها صورة عن الحقب التي مرت بها ألمانيا. كما تعد هذه الطرق دليلاً على ارتباط المدينة التاريخي بكل جزء من أجزاء أوروبا
وسكان مدينة ماغديبورغ فخورون بمدينتهم لما تحويه من معالم تدل على تاريخها الطويل وحدائقها الغناء، حتى أنها باتت تُعرف بالمدينة الخضراء.

## أهم معالم المدينة
- نهر الإلبه أجمل ما يميز المدينة وأول ما يبهر زائريها
- الكاتدرائية مشيدة على الطراز الغوطي
- نصب ملكة بروسيا لويزه في إحدى متنزهات ماغديبورغ
- جامعة أوتو فون-غريكي

## معرض صور

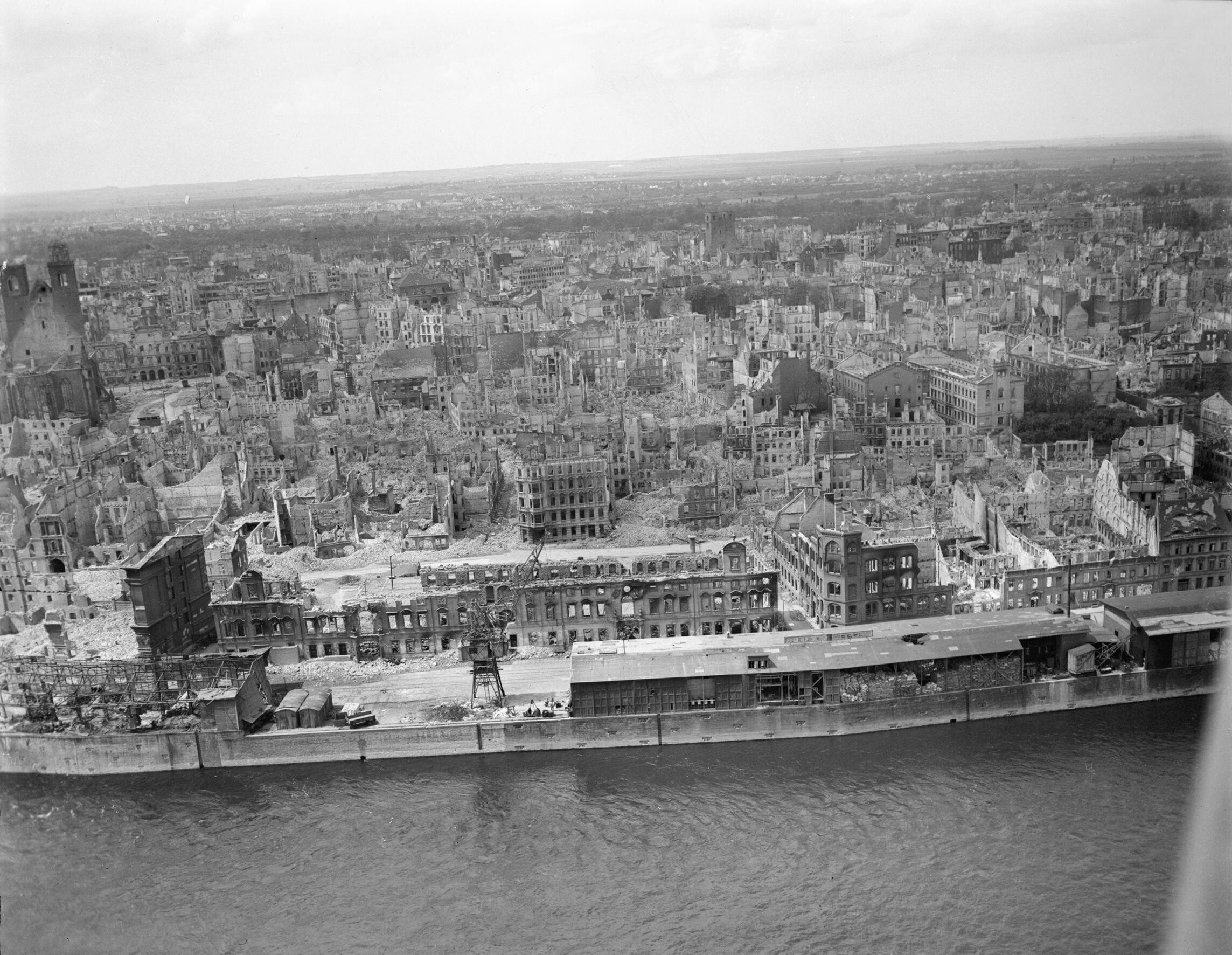
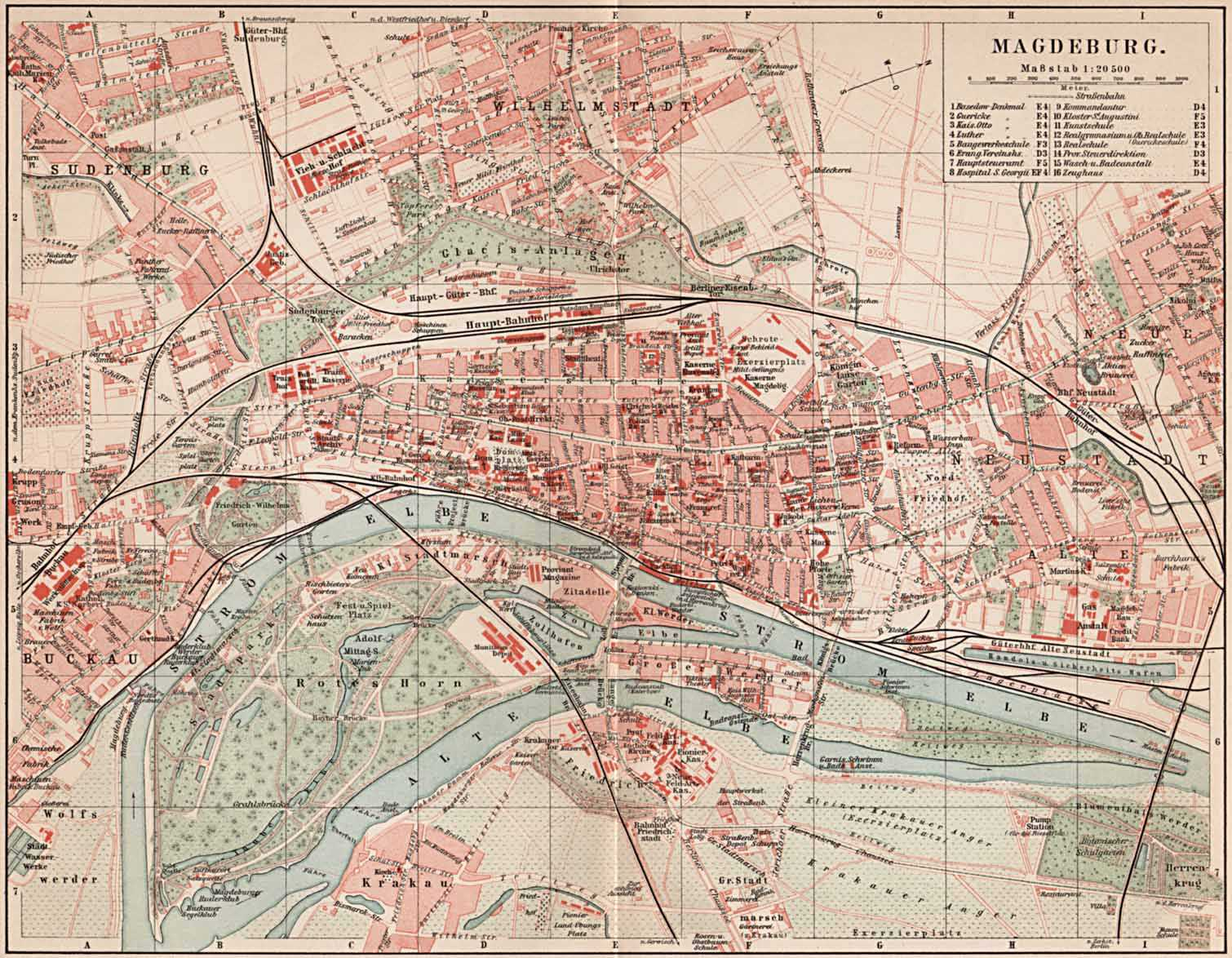
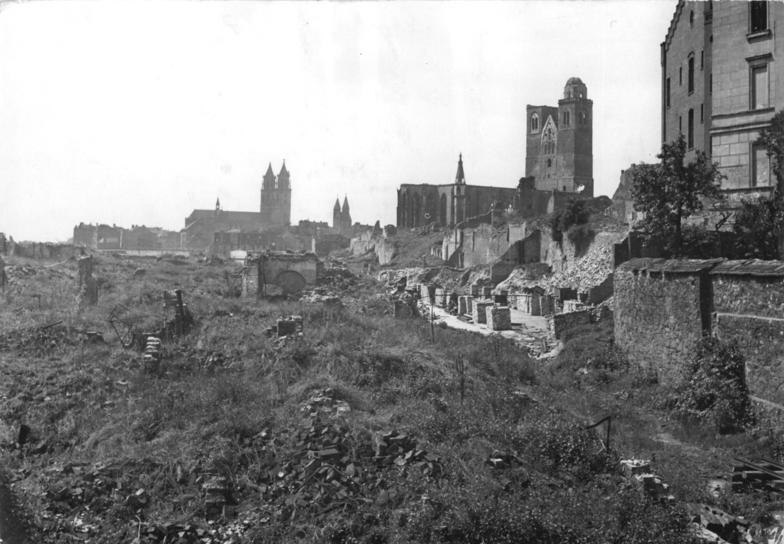
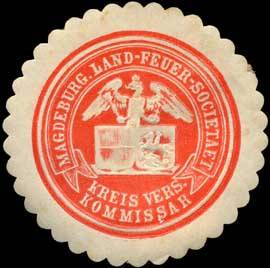

## المناخ
| البيانات المناخية لـمدينة ماغديبورغ                              | البيانات المناخية لـمدينة ماغديبورغ | البيانات المناخية لـمدينة ماغديبورغ | البيانات المناخية لـمدينة ماغديبورغ | البيانات المناخية لـمدينة ماغديبورغ | البيانات المناخية لـمدينة ماغديبورغ | البيانات المناخية لـمدينة ماغديبورغ | البيانات المناخية لـمدينة ماغديبورغ | البيانات المناخية لـمدينة ماغديبورغ | البيانات المناخية لـمدينة ماغديبورغ | البيانات المناخية لـمدينة ماغديبورغ | البيانات المناخية لـمدينة ماغديبورغ | البيانات المناخية لـمدينة ماغديبورغ | البيانات المناخية لـمدينة ماغديبورغ |
| الشهر                                                            | يناير                               | فبراير                              | مارس                                | أبريل                               | مايو                                | يونيو                               | يوليو                               | أغسطس                               | سبتمبر                              | أكتوبر                              | نوفمبر                              | ديسمبر                              | المعدل السنوي                       |
| ---------------------------------------------------------------- | ----------------------------------- | ----------------------------------- | ----------------------------------- | ----------------------------------- | ----------------------------------- | ----------------------------------- | ----------------------------------- | ----------------------------------- | ----------------------------------- | ----------------------------------- | ----------------------------------- | ----------------------------------- | ----------------------------------- |
| متوسط درجة الحرارة الكبرى °م (°ف)                                | 2.4 (36.3)                          | 3.8 (38.8)                          | 8.2 (46.8)                          | 13.3 (55.9)                         | 18.8 (65.8)                         | 21.9 (71.4)                         | 23.3 (73.9)                         | 23.3 (73.9)                         | 19.5 (67.1)                         | 14.1 (57.4)                         | 7.5 (45.5)                          | 3.6 (38.5)                          | 13.3 (55.9)                         |
| المتوسط اليومي °م (°ف)                                           | −0.4 (31.3)                         | 0.5 (32.9)                          | 3.9 (39.0)                          | 8.0 (46.4)                          | 13.0 (55.4)                         | 16.2 (61.2)                         | 17.5 (63.5)                         | 17.3 (63.1)                         | 13.8 (56.8)                         | 9.5 (49.1)                          | 4.5 (40.1)                          | 1.2 (34.2)                          | 8.8 (47.8)                          |
| متوسط درجة الحرارة الصغرى °م (°ف)                                | −3 (27)                             | −2.5 (27.5)                         | 0.4 (32.7)                          | 3.4 (38.1)                          | 7.7 (45.9)                          | 10.9 (51.6)                         | 12.3 (54.1)                         | 12.1 (53.8)                         | 9.4 (48.9)                          | 5.7 (42.3)                          | 1.9 (35.4)                          | −1.3 (29.7)                         | 4.8 (40.6)                          |
| معدل هطول الأمطار مم (إنش)                                       | 33.3 (1.31)                         | 31.1 (1.22)                         | 37.9 (1.49)                         | 40.2 (1.58)                         | 46.6 (1.83)                         | 61.5 (2.42)                         | 48.1 (1.89)                         | 51.4 (2.02)                         | 36.1 (1.42)                         | 29.1 (1.15)                         | 38.2 (1.50)                         | 40.6 (1.60)                         | 494.1 (19.43)                       |
| ساعات سطوع الشمس الشهرية                                         | 46.7                                | 69.5                                | 117.4                               | 159.1                               | 216.1                               | 218.7                               | 218.5                               | 207.2                               | 151.1                               | 107.5                               | 56.1                                | 40.8                                | 1٬608٫7                             |
| المصدر #1: DWD.DE                                                |                                     |                                     |                                     |                                     |                                     |                                     |                                     |                                     |                                     |                                     |                                     |                                     |                                     |
| المصدر #2: http://www.ecad.eu/download/millennium/millennium.php |                                     |                                     |                                     |                                     |                                     |                                     |                                     |                                     |                                     |                                     |                                     |                                     |                                     |

## وصلات خارجية
- Official website نسخة محفوظة 17 فبراير 2015 على موقع واي باك مشين. (بالإنجليزية)
- Official Student Community WebUni
- Student Community Unihelp
- IKUS - the intercultural Students of Magdeburg (بالإنجليزية) (بالألمانية)

- History society of Magdeburg and surround e.V.
- tramway in Magdeburg (بالإنجليزية) (بالألمانية)